# Mary Lou Retton
Mary Lou Retton, po mężu Kelley (ur. 24 stycznia 1968 w Fairmont) – amerykańska gimnastyczka sportowa. Mistrzyni, wicemistrzyni i brązowa medalistka olimpijska z Los Angeles (1984). 
Pierwsza Amerykanka, która zdobyła złoty medal w wieloboju indywidualnym na igrzyskach olimpijskich. W 1984 roku została wybrana sportsmenką roku w plebiscycie Sports Illustrated oraz szereg innych nagród. Po igrzyskach startowała jeszcze w 1985 roku wygrywając American Cup, a następnie zakończyła karierę sportową. 

## Osiągnięcia
| Rok                   | Zawody                | Konkurencja           | Konkurencja           | Konkurencja           | Konkurencja           | Konkurencja           | Konkurencja           |
| Rok                   | Zawody                | VT                    | UB                    | BB                    | FX                    | AA                    | Team                  |
| Zawody międzynarodowe | Zawody międzynarodowe | Zawody międzynarodowe | Zawody międzynarodowe | Zawody międzynarodowe | Zawody międzynarodowe | Zawody międzynarodowe | Zawody międzynarodowe |
| --------------------- | --------------------- | --------------------- | --------------------- | --------------------- | --------------------- | --------------------- | --------------------- |
| 1984                  | Igrzyska olimpijskie  | 2                     | 3                     | 4                     | 3                     | 1                     | 2                     |